# Чудак из пятого «Б»
«Чудак из пятого „Б“» — советский художественный фильм, снятый в 1972 году режиссёром Ильёй Фрэзом по мотивам повести Владимира Железникова «Чудак из шестого „Б“» (1962).
Съёмки картины осуществлялись в столице Литовской ССР Вильнюсе и Москве. После выхода фильма в 1974 году Железников выпустил расширенную версию повести под названием «Жизнь и приключения чудака».

## Сюжет
История о том, как пятикласснику Боре Збандуто, непоседе и выдумщику, дали общественную нагрузку от пионерского отряда: назначили вожатым первого класса. Постепенно мальчик проникся интересом к новым и неожиданным для него обязанностям и знакомствам.

## В ролях
- Андрей Войновский — пионер Боря Збандуто.
- Роза Агишева — первоклассница Нина Морозова.
- Татьяна Пельтцер — бабушка Нины
- Нина Корниенко — мама Бори
- Евгений Весник — участковый врач
- Николай Мерзликин — Анатолий Сергеевич
- Елизавета Ауэрбах — Ольга Андреевна, соседка Бори
- Наталья Беспалова — Наташа, комсорг школы № 70
- Вера Кавалерова — продавщица
- Вадим Захарченко — тренер по плаванию
- Юлия Корнева — Тошка, новая одноклассница Бори.
- Дмитрий Сосновский — Саша Рябов.
- Миша Залетов
- Лена Шиманская
- Саша Масленников — первоклассник Толик
- Егор Шер — Генка Костиков

## Дальнейшая судьба некоторых актёров-детей
Андрею Войновскому (Боря Збандуто) на момент съёмок было столько же лет, сколько его герою — 12, и это уже был третий фильм, в котором он играл: до этого были «Весёлое волшебство» и «Собака Баскервилей». В дальнейшем он выбрал актёрскую карьеру, но особого успеха не достиг, в начале XXI века стал писателем. Погиб в 2015 году во время отдыха в Крыму.
Роза Агишева (Нина Морозова) на съёмки попала случайно, затем снялась ещё в одном фильме — «Меняю собаку на паровоз» по сценарию Сергея Михалкова. На Песне года-74  в составе Большого детского хора ЦТ и ВР в качестве одного из солистов участвовала в исполнении детской песенки "Самый лучший дом" , посвящённой "Дому игрушки" на Кутузовском проспекте , 8.  Стала учителем. С 1987 года Роза Агишева(Калашникова) была руководителем молодёжного клуба «Современник» в Центре внешкольной работы «На Сумском» в Москве. Умерла 17 октября 2023 года.
После «Чудака» Корнева больше в кино не снималась, по окончании московской школы она поступила на факультет журналистики в МГУ, училась в радиогруппе. Увлекалась конным спортом и организовала конно-спортивный клуб в Ленинградской области. Дмитрий Сосновский снялся в общей сложности в шести фильмах, последний раз — в 16 лет. В 32 года умер от рака.

## Съёмочная группа
- Автор сценария: Владимир Железников
- Режиссёр-постановщик: Илья Фрэз
- Операторы-постановщики: Гасан Тутунов, Алексей Чардынин
- Композитор: Ян Френкель
- Текст песни: Михаил Львовский
- Исполнитель «Песенки будущих друзей»: Таисия Калинченко

## Награды
- 1972 — Приз ЦК ВЛКСМ «Алая гвоздика» за лучший фильм года для детей и юношества (вместе с фильмом «Ох уж эта Настя!»)
- 1973 — Приз за лучший детский фильм (вместе с фильмом «Точка, точка, запятая…») VI Всесоюзного кинофестиваля в Алма-Ате[5].
- 1973 — Приз Международного кинофестиваля в Хихоне (Испания)
- 1974 — Государственная премия СССР (удостоены режиссёр Илья Фрэз, сценарист Владимир Железников, операторы Гасан Тутунов и Алексей Чардынин, художник Игорь Бахметьев).